# Éric Briffard
Éric Briffard, né le 30 novembre 1961 à Auxerre, est un chef cuisinier français. 
Il est chef exécutif et directeur des arts culinaires de l'école Le Cordon Bleu depuis janvier 2016.

## Parcours
Eric Briffard débute comme apprenti au Relais Saint Fiacre à Appoigny en 1976. En 1988, il part au Japon au restaurant Palazzo Royal Park Hotel.
En 1990, il est second auprès de Joël Robuchon au restaurant Jamin à Paris.
En 1994 il est décoré de la médaille du meilleur ouvrier de France par François Mitterrand à l'Élysée.
En 2000 il obtient une seconde étoile au Guide Michelin au Plaza Athénée à Paris puis il exerce au restaurant 'Les Elysées du Vernet.
Il rejoint en 2008 le restaurant Le Cinq (2 étoiles au Guide Michelin) à l'Hôtel George V à Paris.
Le 10 octobre 2014 il quitte le restaurant Le Cinq et laisse sa place a Christian Le Squer.
En janvier 2016, il intègre l'école de cuisine Le Cordon Bleu en tant que  chef exécutif et directeur des arts culinaires.

## Liens
- Cuisiniers célèbres
- Gastronomie
- Hôtel George V